# Ловис Коринт
Ловис Коринт (Тапиау, 21. јул 1858 — Зандворт, 12. јул 1925) био је немачки сликар и графичар.

## Стваралаштво
Истакнути је представник берлинске сецесије. Изразити је колорист са личним смислом за оштру карактеризацију и гротеску. Сликао је широким намазима контрастних боја портрете (Г. Хауптман, Г. Брандес и низ аутопортрета), пејзаже, мртве природе те религиозне и митолошке композиције. Илустровао је графикама дела Гетеа, Шилера, Балзака и др. Објавио је бројне есеје о историји уметности, а 1908. објавио је Das Erlernen der Malerei („О учењу сликања“). Поред писања о уметнсоти оставио је своју „Аутобиографију“.
Насликао је бројне аутопортрете, а стекао је навику да сваке године на свој рођендан слика по један као средство самоиспитивања. На многим својим аутопортретима преузео је обличје попут оклопљеног витеза (Победник, 1910) или Самсона ( Заслепљени Самсон, 1912).
Од 1915 до 1925. био је председник Берлинске сецесије. Године 1920. у Берлину је објављена антологија његових уметничко-историјских списа Током 1922. његови радови су били изложени на Венецијанском бијеналу. Коринт је 15. марта 1921. добио почасни докторат Универзитета у Кенигсбергу. Године 1925. отпутовао је у Холандију да види дела својих омиљених холандских мајстора. Добио је упалу плућа и умро у Зандворту.

### Графике
Коринт је истраживао сваку технику штампе осим акватинте; фаворизовао је суву иглу и литографију. Свој први бакропис направио је 1891. године, а прву литографију 1894. године. Експериментисао је за дрворезом, али је направио само 12 дубореза, све између 1919. и 1924. Био је прилично продукцитван; у последњих 15 година живота направио је више од 900 графичких радова, укључујући 60 аутопортрета. Пејзажи које је створио између 1919. и 1925. можда су најпожељније слике његовог целокупног графичког опуса.

## Наслеђе
Кућа у којој је Коринт рођен још увек се налази у граду Тапиау, који се сада зове Гвардејск, и налази се у Калињинградској области, Русија.
Коринт је 1910. године поклонио слику Голгата за олтар цркве свог родног места Тапиау. На крају Другог светског рата, када је Црвена армија извршила инвазију на источну Пруску, ова слика је нестала без трага. Тапиау је био међу ретким источнопруским местима које није разорио рат, што чини вероватим да је слика опљачкана, а не уништена.
Године 1926. у Националној галерији у Берлину представљена је комеморативна изложба Коринтових слика и акварела, док је на Берлинској академији одржана је изложба његових графика и цртежа. До 1930. Национална галерија је набавила неколико великих слика Коринта поред оних које су већ биле у њеној колекцији.
Током постојања Трећег рајха, Коринтов рад су нацисти осудили као дегенеричну уметност. Године 1937. нацистичке власти су уклониле 295 његових дела из јавних колекција и превезле седам дела у Минхен где су у марту 1937. изложене на изложби дегенеричне уметности.
Град Хановер је 2007. вратио слику Коринта наследницима јеврејског колекционара Курта Гласера који ју је продао 1933. како би финансирао своје бекство од нациста. Слика Римски пејзаж (1914) уручен је Глејзеровим наследницима, које је представљала његова нећака и њена ћерка из САД.

У јуну 2021. Краљевски музеји лепих уметности у Бриселу пристало је да врати Коринтсков „Blumenstilleben” или „Мртву природу са цвећем” из 1913. године наследнику Густава и Еме Мајер, које су нацисти прогањали и приморали да побегну због њиховог јеврејског порекла.